# Зіндер (регіон)
Зі́ндер (фр. Zinder) — регіон у Нігері. Площа провінції Зіндер дорівнює 155 778 км². Чисельність населення становить 2 916 929 осіб (на 2011 рік). Щільність населення — 18,72 чол./км². Адміністративний центр — місто Зіндер.

## Географія
Провінція Зіндер розташована на півдні Нігеру. На північ від неї знаходиться провінція Агадес, на схід — провінція Діффа, на захід — провінція Мараді. На півдні Зіндера пролягає державний кордон між Нігером і Нігерією.

## Адміністративний поділ

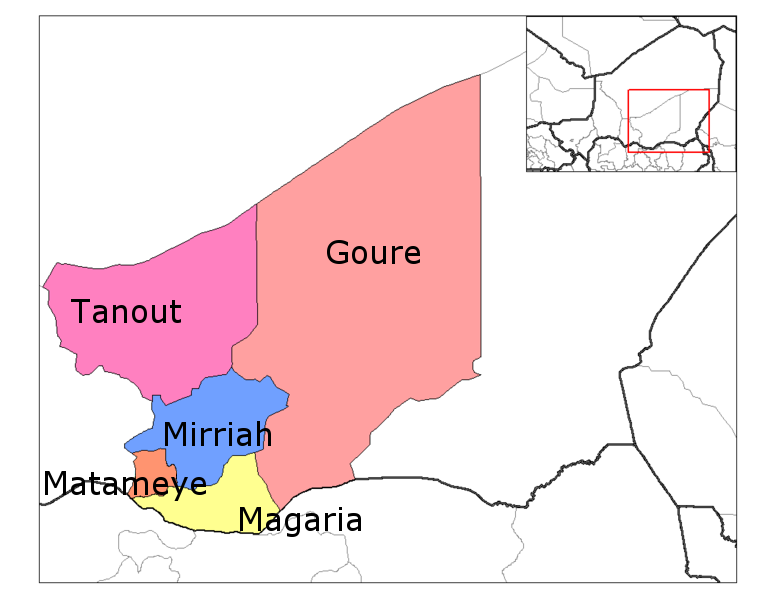
Департаменти регіону Зіндер

Регіон адміністративно розділений на 5 департаментів.
Департамент Гурі (Gouré):
- Площа 95 182 км²
- Населення: 318 861 чол. (2011)

Департамент Магарія (Magaria):
- Площа: 8 434 км²
- Населення: 696 717 чол. (2011)

Департамент Матамеї (Matamèye):
- Площа: 2 381 км²
- Населення: 345 637 чол. (2011)

Департамент Мірія (Mirriah):
- Площа: 14 334 км²
- Населення 1 080 589 чол. (2011)

Департамент Танут (Tanout):
- Площа 35 447 км²
- Населення: 475 125 люд. (2011)

## Економіка
Головне заняття місцевих мешканців — сільське господарство, переважно скотарство.